# El muro de los olvidados
El muro de los olvidados (en francés: Le Mur des oubliés) es un documental francés realizado por el director de cine Joseph Gordillo. Aborda la historia y la amnesia de España sobre las ejecuciones de republicanos durante la dictadura de Francisco Franco. Se desarrolla en Valle de Abdalajís, provincia de Málaga, lugar de la búsqueda. El director, nieto de un republicano fusilado, desarrolla el documental como la imagen de un pueblo acerca de la Guerra Civil y la represión, mientras buscan las fosas comunes donde están enterradas las víctimas. Joseph Gordillo afirmó:

"Siempre vi a mi padre con angustia, pero no sabía por qué la sentía. Con los años, intuí que tenía que ver con la foto del abuelo que colgaba al final de las escaleras"

Después de visitar la localidad malagueña donde fue fusilado su abuelo en 2004, mantiene una conversación con su padre, que le arroja luz sobre aquellos sucesos y realiza el documental.

## Sinopsis
El realizador Joseph Gordillo trata de reconstruir la vida de su abuelo, un maquis asesinado por la Guardia Civil en 1946 y, como muchos otros, apresurada y clandestinamente enterrado en una fosa común frente a la pared del cementerio. Gordillo y su padre -que emigró a Francia tras la muerte del abuelo- piden al ayuntamiento la exhumación del cuerpo del abuelo para poder proceder a su rehabilitación y, al mismo tiempo, subrayar su valor simbólico con respecto a todos los que, durante la Guerra Civil y la posguerra fueron borrados de la memoria colectiva de España. La exhumación no se limita a ser un acto privado. Al contrario, convulsiona la localidad y se convierte gradualmente en una investigación colectiva: los ancianos del lugar hablan de la dictadura franquista, la terrible represión durante la guerra y la posguerra y las ejecuciones sumarias. Los mayores buscan rastros de fosas comunes y demandan al Ayuntamiento que construya un monumento en conmemoración de los fallecidos. Por su parte, los adolescentes comprueban que no saben quien fue Franco. El documental combina la filmación de Gordillo con menciones y escenas de acontecimientos históricos que ilustran los trágicos hechos de este período oscuro de la historia de España.